# Haemaltica
Haemaltica is een geslacht van kevers uit de familie bladkevers (Chrysomelidae).
De wetenschappelijke naam van het geslacht werd in 1933 gepubliceerd door Chen.

## Soorten
- Haemaltica indica Doebrel, 2002
- Haemaltica nigripes Chen & Wang, 1980
- Haemaltica parva Chen & Wang, 1980
- Haemaltica wiesneri Doberl, 1986